# Rui Costa Rodrigues
Rui Costa Rodrigues (São Luís, 16 de abril de 1898 - Rio de Janeiro, 28 de setembro de 1981) foi um engenheiro, geógrafo, deputado estadual em São Paulo, diretor da Estrada de Ferro Sorocabana em duas oportunidades e ocupante de diversos cargos na Rede Ferroviária Federal. Foi homenageado pelos trabalhadores da Sorocabana através do batismo do estádio do Estrada de Ferro Sorocabana Futebol Clube como Estádio Doutor Rui Costa Rodrigues.

## História
Nascido em São Luís, Rui Costa Rodrigues mudou-se para o Rio de Janeiro onde ingressou na Escola Politécnica da Universidade Federal do Rio de Janeiro, formando-se geógrafo em 1918 e engenheiro civil em 1920. Seus primeiros trabalhos foram realizados nas obras de construção da Avenida Epitácio Pessoa e Inspetoria de Portos da Baixada Fluminense. Em 1921 foi designado membro da comissão de projeto da ampliação da Estrada de Ferro Mossoró da Rede de Viação Cearense.

### Na E.F. Sorocabana

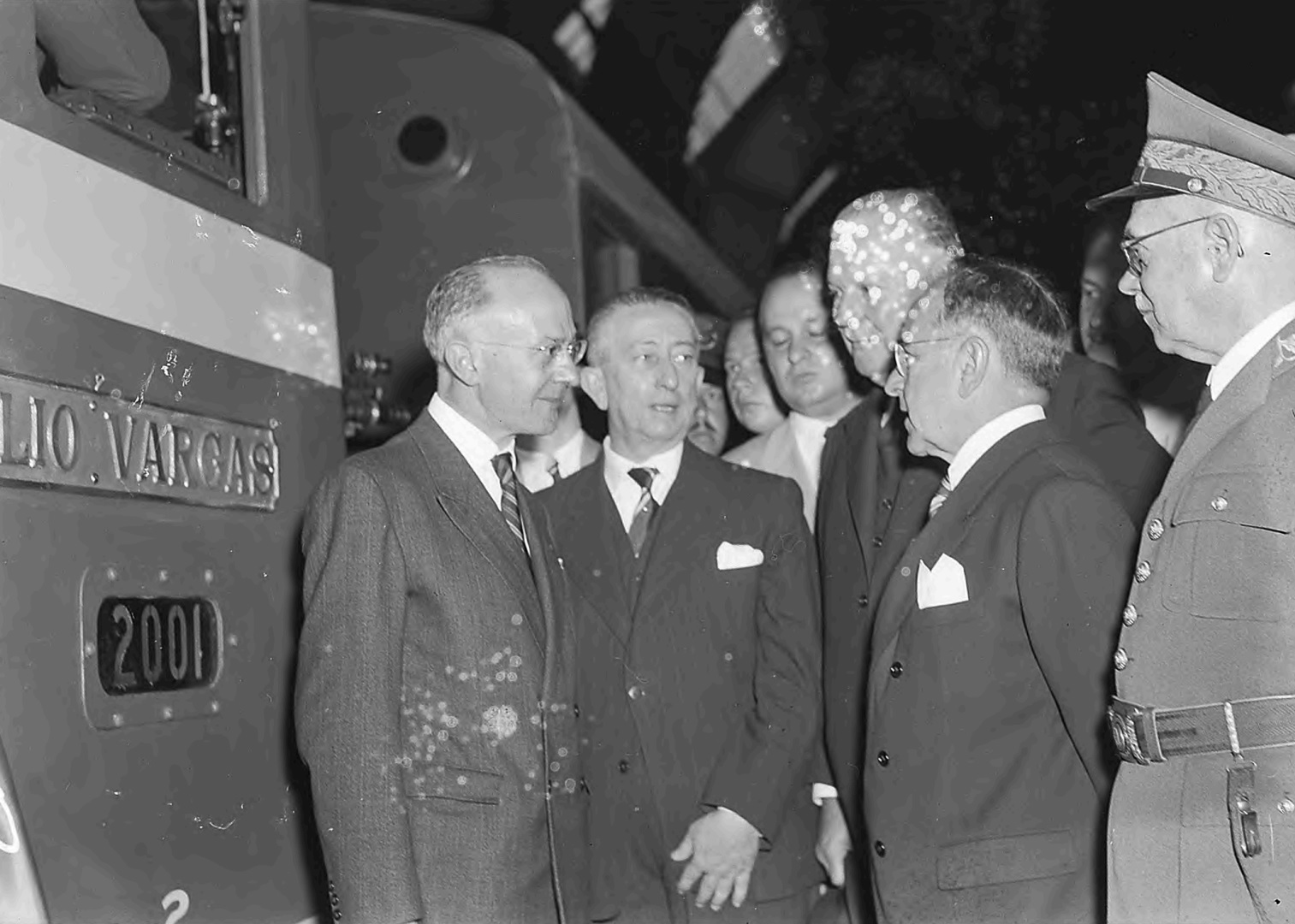
Inauguração da eletrificação da E.F.Sorocabana. Rui Costa Rodrigues é o segundo, da esquerda para a direita. Ao lado, o interventor federal Fernando Costa e o presidente Getúlio Vargas, 1944.
Arquivo Nacional.

Após a conclusão das obras no Ceará, Rodrigues veio em 1924 para São Paulo e ingressou na Estrada de Ferro Sorocabana como engenheiro ajudante, trabalhando nas obras de retificação da Linha Tronco. Após passar por diversos cargos, em 1931 passou para auxiliar técnico da diretoria da ferrovia, onde permaneceu até 1947. Na diretoria, ocupou a direção da divisão de construção, comandando parte da construção da Linha Mairinque-Santos.
Participou do projeto de eletrificação da Linha Tronco, executado durante a Segunda Guerra Mundial. Em 26 de novembro de 1943, por ordem do interventor federal Fernando Costa, assumiu a direção da ferrovia em substituição ao engenheiro Acrísio Paes Cruz. Apesar da intensificação da guerra, Rodrigues conseguiu manter o ritmo das obras e inaugurou o primeiro trecho (de 105 quilômetros entre São Paulo e Iperó) em 8 de dezembro de 1944.
Durante sua gestão, a Sorocabana contratou o fornecimento e importação de 100 locomotivas diesel-elétricas, 50 elétricas, 1800 vagões (dos quais 1500 de construção metálica, importados dos Estados Unidos), construção de outros 1000 vagões e carros de passageiros nas oficinas de Sorocaba, Presidente Altino e Iperó da ferrovia. No final de sua gestão, iniciou o projeto do Ramal de Jurubatuba. Entre 10 de julho de 1945 até meados de 1946 ocupou interinamente o cargo de Secretário de Viação e Obras Públicas do Estado de São Paulo, acumulado com o de diretor da Sorocabana. Em 1947 licenciou-se da Sorocabana para ingressar em uma carreira política. Após disputar e perder as eleições de 1947 pelo PTB, Rodrigues retornou para a diretoria da Sorocabana onde atuou por dois anos como assessor técnico e acabou sendo chamado pelo governador Ademar de Barros para ocupar novamente o cargo de diretor da ferrovia. Naquele momento a Sorocabana era parte da crise política do governo Ademar, que trocou o diretor da estrada cinco vezes em dois anos de governo.

### Política
Após ingressar no PSD, Rodrigues disputou uma cadeira na Assembléia Legislativa de São Paulo nas eleições de 1947, ficando com uma suplência. Em 1950 sua militância foi intensificada, tendo ingressado na ala queremista do PTB.
Nas Eleições estaduais em São Paulo em 1950 Rodrigues foi eleito para uma cadeira na Assembléia, com 5.180 votos, sendo o 9º mais votado do partido. Ao mesmo tempo, foi convocado a assumir o cargo de deputado estadual e completar o mandato do titular da vaga, Epaminondas Lobo (que foi nomeado para um cargo de conselheiro na filial paulista da Caixa Econômica Federal). Rodrigues recusou assumir a suplência pelo PSD e cedeu a vaga para o segundo suplente, João Gabriel Ribeiro.
Em 1951 foi eleito líder da bancada do PTB na Assembléia e no biênio 1954-55 foi escolhido 2º vice-presidente da Casa.

### Na Rede Ferroviária Federal
Em 1957 ingressou na recém criada Rede Ferroviária Federal (RFFSA) como assessor da presidência, ocupando o cargo até 1959.Durante a década de 1960 trabalhou em vários setores da RFFSA, com destaque para a Direção de Operações. Em 1961 presidiu a auditoria sobre a Estrada de Ferro Bahia e Minas. Deixou a empresa no final da década de 1960.